# 발터 플레밍

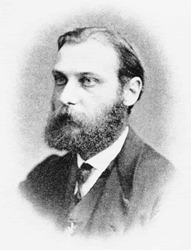
발터 플레밍

발터 플레밍(Walther Flemming, 1843년 4월 21일 ~ 1905년 8월 4일)은 독일의 생물학자이자 세포유전학의 창시자이다.
발터 플레밍은 독일 슈베린 근처에 위치한 도시 작센베르그에서 한 정신과 의사의 1남 4녀중 장남으로 태어났다.

## 생애와 업적
플레밍은 로스토크 대학에서 의학을 전공하고 1868년 졸업하였다. 그 후 1870-1871년에는 프로이센-프랑스 전쟁에서 군의관으로 일했다. 1873년부터 1876년까지 플레밍은 카를로바 대학교에서 교수직을 맡았으며, 1876년에는 키엘대학의 해부학 교수가 되었다.
플레밍은 아닐린 염료를 이용하여 세포를 염색한 결과, 호염기성 염료에 진하게 염색되는 물질이 세포에 존재한다는 사실을 발견하고, 이 물질을 염색질이라고 명명했다. 그는 그 물질이 세포핵에 있는 실 모양의 물질과의 관련성을 규명했다. 이 실 모양의 물질은 나중에 염색체로 밝혀진다.
그는 세포 분열 과정에서 염색체가 각각의 딸세포로 나뉜다는 것, 즉 유사 분열을 발견하였다. 그러나 그 나뉜 염색체가 동일한 염색체라는 사실(염색 분체)는 발견하지 못했다. 플레밍은 도룡뇽의 지느러미와 아가미의 세포를 관찰하여 유사 분열을 연구하였으며, 1878년에 이에 대한 연구 내용이 발표되었다. 그의 저서 Zellsubstanz, Kern und Zelltheilung에도 이 연구 내용이 실려있다. 그는 연구 결과, 모든 핵는 다른 핵으로부터 생긴 것(omnis nucleus e nucleo)이라고 주장하였다.

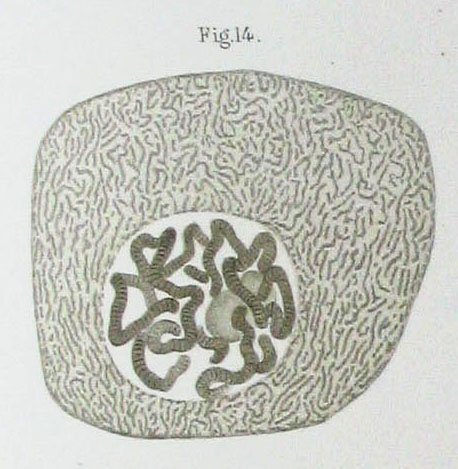
플레밍의 저서 Zellsubstanz, Kern und Zelltheilung(1882)에 수록된 도룡뇽 세포 염색체의 모습.

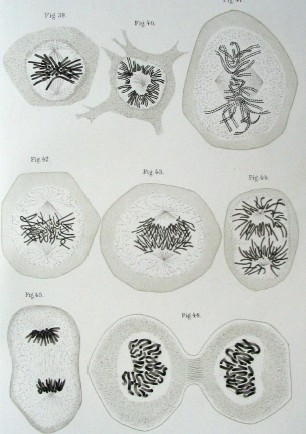
플레밍의 저서 Zellsubstanz, Kern und Zelltheilung(1882)에 수록된 염색체의 유사분열 모습.

플레밍은 멘델의 유전법칙을 몰랐기 때문에, 그는 자신이 연구한 것을 유전과 연관짓지는 못했다. 20여년이 지난 후에야 플레밍이 발견한 것이 멘델의 법칙과 일치한다는 사실을 알게 되었다. 그가 유사분열과 염색질을 발견한 것은 인류 역사상 최고의 100대 발견으로도 꼽히며, 세포생물학의 10대 주요 사건으로도 꼽힌다.